# 基耶里拉莫特
基耶里拉莫特（法語：Quiéry-la-Motte，法語發音：[kjeʁi la mɔt]）是法国上法蘭西大區加来海峡省的一个市镇，属于阿拉斯区。

## 地理
基耶里拉莫特（50°21'57"N, 2°58'41"E）面积8.93 平方千米，位于法国上法蘭西大區加来海峡省，该省份为法国北部沿海省份，西北濒北海，南至索姆省，东临北部省。
与基耶里拉莫特接壤的市镇（或旧市镇、城区）包括：埃南-博蒙、阿图瓦地区维特里、宽西、埃凯尔尚、布勒比耶尔、伊泽勒莱塞凯尔尚。

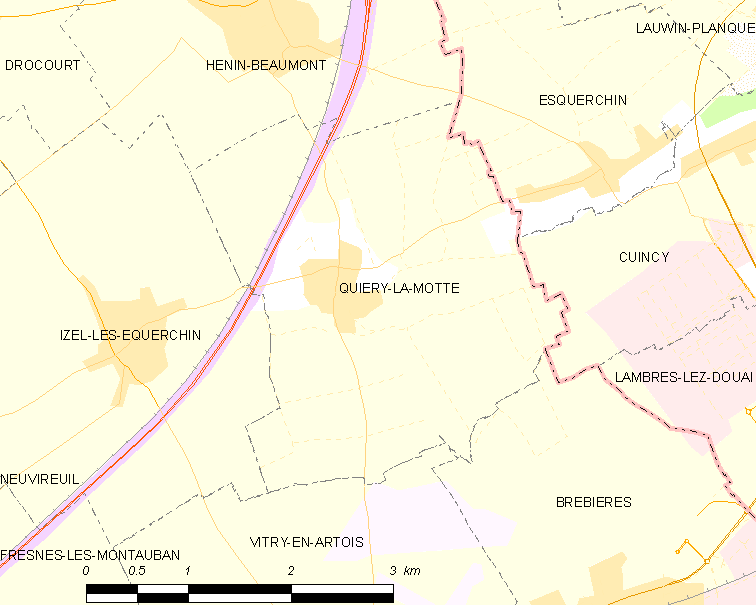
基耶里拉莫特的OSM定位图

基耶里拉莫特的时区为UTC+01:00、UTC+02:00（夏令时）。

## 行政
基耶里拉莫特的邮政编码为62490，INSEE市镇编码为62680。

## 政治
基耶里拉莫特所属的省级选区为布勒比耶尔县。

## 人口

1962-2008年间基耶里拉莫特人口变化图示

基耶里拉莫特于2022年1月1日时的人口数量为711人。